# Heinrich Rippler

Heinrich Rippler

Heinrich Rippler (* 8. November 1866 in Kempten (Allgäu); † 7. Februar 1934 in Berlin) war ein deutscher Schriftsteller, Journalist und Politiker (DVP).

## Leben und Beruf
Nach dem Besuch der Volksschule und dem Abitur am Humanistischen Gymnasium Kempten nahm Heinrich Rippler ein Studium der Nationalökonomie, Geschichte und Germanistik an der Ludwig-Maximilians-Universität München auf, das er jedoch nicht abschloss. Während seines Studiums wurde er 1887 Mitglied beim Verein Deutscher Studenten Berlin. Zwischenzeitlich und im Anschluss an sein Studium war er als Redakteur in Kempten (Allgäu), München und Augsburg tätig.
Rippler arbeitete seit 1891 als freier Schriftsteller in Berlin und wurde 1892 Redakteur der dort ansässigen Täglichen Rundschau. Von 1896 bis 1922 sowie erneut von 1924 bis 1928 fungierte er als Herausgeber der nationalliberalen Zeitung. Außerdem war er mehrere Jahre Vorsitzender des Vereins Berliner Presse und von 1919 bis 1923 Vorsitzender des Reichsverbandes der Deutschen Presse. Gemeinsam mit Gustav Stresemann gründete er die Tageszeitung Die Zeit, die Parteizeitung der DVP, deren erste Ausgabe am 1. Dezember 1921 erschien. Im April 1927 nahm er an einer Journalistenreise nach New York City auf der Jungfernfahrt des Dampfschiffs New York teil.
Heinrich Rippler wurde 1934 auf dem Dreifaltigkeitsfriedhof II beigesetzt.

## Partei
Rippler war Mitglied mehrerer nationaler Vereine und Vorstandsmitglied des Flotten- und Wehrvereins. Nach der Novemberrevolution trat er in die nationalliberale DVP ein.

## Abgeordneter
Rippler wurde bei der Reichstagswahl im Juni 1920 in den Deutschen Reichstag gewählt, dem er bis Mai 1924 angehörte.